# قاعدة معطن السارة الجوية
قاعدة معطن السارّة الجوية: هي قاعدة جوية في أقصى جنوب ليبيا وتقع بالقرب من واحة معطن السارّة في شعبية الكفرة. وهي واحدة من 13 قاعدة جوية عسكرية في ليبيا.
خلال المرحلة الأخيرة من الصراع التشادي الليبي، كانت معطن السارّة القاعدة الجوية الرئيسية في جنوب ليبيا، حيث تم تزويدها بثلاثة مدارج حديثة ومساحة واسعة لوقوف السيارات يمكنها دعم أكثر من 100 طائرة مقاتلة.

## التاريخ
عندما هاجم الجيش التشادي في عام 1987 مواقع ليبية في شمال تشاد، في ما يسمى بحرب تويوتا، بعد سلسلة انتصارات هُزم فيها التشاديون في أغسطس في معركة أوزو، ويرجع ذلك أساسًا إلى القوة الجوية الليبية. قررت القيادة التشادية؛ أنه قبل تجديد الهجوم على قطاع أوزو، كان من الضروري؛ التعامل مع التهديد؛ الذي تُمثله القوات الجوية الليبية، وبالتالي خططت لهجوم مفاجئ على معطن السارة، على بعد 60 ميلاً شمال الحدود التشادية الليبية. كان الهجوم- الذي وقع في 5 سبتمبر- أحد أروع الانتصارات التشادية في الصراع، حيث قتل 1700 ليبي وأُسر 300. أدى الانتصار التشادي- بسبب الإحباط الليبي في الداخل والعداء الدولي- إلى وقف إطلاق النار المتفق عليه في 11 سبتمبر، والذي وضع حدًا للحرب.

## روابط خارجية
- خريطة الشارع المفتوح- قاعدة معطن السارة الجوية
- خرائط جوجل- معطن السارة